# Bamingui-Bangoran
 Bamingui-Bangoran er en af de 20 præfekturer i Den Centralafrikanske Republik.  Det har et areal på  58.200 km2 og havde i 2003 en befolkning  på 43.229.
Hovedstaden er byen N'Délé. Et skøn fra 2024 anslår at folketallet da var steget til  85.472 indbyggere.
Præfekturet er inddelt i to underpræfekturer: Bamingui og Ndele. Bamingui-Bangoran Nationalpark og Biosfærereservat ligger i præfekturet.